# Auropolibasita
L'auropolibasita és un mineral de la classe dels sulfurs que pertany al grup de la pearceïta-polibasita.

## Característiques
L'auropolibasita és un sulfarsenit de fórmula química [Ag₉AuS₄][Ag₆Sb₂S₇]. Va ser aprovada com a espècie vàlida per l'Associació Mineralògica Internacional en el mes de juny de l'any 2024, i encara resta pendent de publicació. Cristal·litza en el sistema trigonal.
L'exemplar que va servir per a determinar l'espècie, el que es coneix com a material tipus, es troba conservat a les col·leccions del departament de mineralogia i petrologia del Museu Nacional de Praga, a la República Txeca, amb el número de catàleg: P1P 61/2021.
Segons la classificació de Nickel-Strunz pertany a «02.GB - Nesosulfarsenits, etc. amb S addicional».

## Formació i jaciments
Va ser descoberta al dipòsit de Šibeničný vrch, a prop del municipi de Nová Baňa, al districte de Žarnovica (Regió de Banská Bystrica, Eslovàquia), sent aquest indret l'únic de tot el planeta on ha estat descrita aquesta espècie mineral.